# Cute
Cute (стилизовано как °C-ute (яп. ℃-ute), яп. произн. Кю:то) — японская идол-группа из 5 девушек, продюсируемая Цунку. Дебют группы на мейджор-лейбле состоялся в 2007 году, и с тех пор все синглы группы попадают в первую десятку хит-парада Oricon.

## Состав
- Майми Ядзима (яп. 矢島 舞美), род. 7 февраля 1992 (33 года) — лидер (также участница группы High-King)
- Саки Накадзима (яп. 中島 早貴), род. 5 февраля 1994 (31 год) (также участница Guardians 4)
- Айри Судзуки (яп. 鈴木 愛理), род. 12 апреля 1994 (31 год) (также участница Аа!, Buono!)
- Тисато Окаи (яп. 岡井 千聖), род. 21 июня 1994 (31 год) (также участница Tanpopo#)
- Май Хагивара (яп. 萩原 舞), род. 7 февраля 1996 (29 лет) (также участница Petitmoni V)

Бывшие участницы 
- Мэгуми Мураками (яп. 村上 愛), род. 6 июня 1992 (33 года) — ушла 31 октября 2006 года.
- Канна Арихара (яп. 有原 栞菜), род. 15 июня 1993 (32 года) — об уходе объявлено 9 июля 2009 года.
- Эрика Умэда (яп. 梅田 えりか), род. 24 мая 1991 (34 года) — выпуск 25 октября 2009 года.

## История

### 2005—2006
Группа °C-ute была сформирована в 2005 году в составе семи девушек из проекта Hello! Project Kids, не вошедших в группу Berryz Kobo. О создании группы было официально объявлено 11 июня 2005 года. К тому времени некоторые из участниц °C-ute уже входили в состав групп Aa! and ZYX вместе с девушками из Morning Musume, а также снялись в фильме «Okashi na Daibouken» с участием Mini Moni.
В январе 2006 года к группе присоединилась Канна Арихара из Hello! Pro Egg.
31 октября 2006 года из группы неожиданно ушла Мэгуми Мураками. Официальная причина: чтобы сосредоточиться на учёбе.

### 2007
Первый сингл группы на мэйджоре, «Sakura Chirari», вышел 21 февраля 2007 года. В первый день он попал на 3 место чарта Oricon, и стал пятым по итогам недели. Со своим дебютным синглом они стали самой молодой группой (со средним возрастом 13 лет), попавшей в первую десятку.
30 декабря 2007 °C-ute была присуждена награда Japan Record Award в номинации «Лучший новичок».
Год завершился дебютом группы на 58-м «Кохаку Ута Гассэн», ежегодном музыкальном шоу на NHK, транслируемом 31 декабря. Они исполнили совместный номер с Morning Musume и Berryz Kobo, последние из которых также дебютировали на «Кохаку» в этом году.

### 2008
В конце 2008 года группа °C-ute была номинирована на Japan Record Award за песню «Edo no Temari Uta II», получив за неё Gold Award как за одну из лучших работ года, но проиграла бой-бэнду EXILE.

### 2009
В феврале 2009 года было объявлено, что Канне Арихаре трудно выступать на сцене из-за бурсита большого пальца стопы, и во время лечения она не сможет принимать участие в деятельности Hello! Project, включая °C-ute. В июле 2009 года Hello! Project опубликовал сообщение, что Канна решила не возвращаться в Hello! Project и °C-ute и вернуться к жизни обычной девочки.
1 августа 2009 года Hello! Project анонсировал, что на последнем концерте только что стартовавшего осеннего концертного турне группы, 25 октября 2009 года, состоится выпуск из °C-ute Эрики Умэды, которая решила уйти из Hello! Project и планирует стать моделью и получить образование в этой области. Последний концерт Эрики прошёл в Осаке.

### 2010
В конце октября Айри Судзуки появилась на обложке декабрьского номера журнала «UP to boy» вместе с Маю Ватанабэ из группы AKB48 в первой фотоколлаборации между Hello! Project и AKB48.
27 ноября 2010 года Тисато Окаи первой из группы выпустила сольный сингл на iTunes. Сингл последовал вскоре за успехом её танцевальных роликов на YouTube, первый из которых, «Dance de Bakoon», к концу января 2011 года был просмотрен более миллиона раз.

### 2011
Вышел 15-й сингл °C-ute, «Kiss Me Aishiteru».
16-й сингл, «Momoiro Sparkling», дебютировал на 4 месте списка за день 24 мая. В недельном чарте Орикона он провёл уже две недели, сначала оказавшись на 6-м, а теперь на 17-м месте.

## Дискография

### Синглы
| Год     | №  | Название                                       | Место |
| ------- | -- | ---------------------------------------------- | ----- |
| Инди    |    |                                                |       |
| 2006    | 1  | «Massara Blue Jeans»                           |       |
| 2006    | 2  | «Soku Dakishimete»                             |       |
| 2006    | 3  | «Ooki na Ai de Motenashite»                    |       |
| 2006    | 4  | «Wakkyanai (Z)»                                |       |
| Мэйджор |    |                                                |       |
| 2007    | 1  | «Sakura Chirari»                               | 5     |
| 2007    | 2  | «Meguru Koi no Kisetsu»                        | 5     |
| 2007    | 3  | «Tokaikko Junjou»                              | 3     |
| 2008    | 4  | «LALALA Shiawase no Uta!»                      | 6     |
| 2008    | 5  | «Namida no Iro»                                | 4     |
| 2008    | 6  | «Edo no Temari Uta II»                         | 5     |
| 2008    | 7  | «FOREVER LOVE»                                 | 5     |
| 2009    | 8  | «Bye Bye Bye!»                                 | 4     |
| 2009    | 9  | «Shochuu Omimai Moushiagemasu»                 | 5     |
| 2009    | 10 | «EVERYDAY Zekkouchou!!»                        | 2     |
| 2010    | 11 | «SHOCK!»                                       | 5     |
| 2010    | 12 | «Campus Life ~Umarete Kite Yokatta~»           | 5     |
| 2010    | 13 | «Dance de Bakoon!»                             | 8     |
| 2010    | 14 | «Aitai Lonely Christmas»                       | 6     |
| 2011    | 15 | «Kiss me Aishiteru»                            | 4     |
| 2011    | 16 | «Momoiro Sparkling»                            | 6     |
| 2011    | 17 | «Sekaiichi Happy na Onna no Ko»                | 5     |
| 2012    | 18 | «Kimi wa Jitensha Watashi wa Densha de Kitaku» | 3     |
| 2012    | 19 | «Aitai Aitai Aitai na»                         | 4     |
| 2013    | 20 | «Kono Machi»                                   | 4     |
| 2013    | 21 | «Crazy Kanzen na Otona»                        | 3     |
| 2013    | 22 | «Kanashiki Amefuri / Adam to Eve no Dilemma»   |       |

### Студийные альбомы
| Год  | № | Название                                | Место |
| ---- | - | --------------------------------------- | ----- |
| 2006 | 1 | Cutie Queen VOL. 1                      | 15    |
| 2007 | 2 | 2 mini Ikiru to Iu Chikara              | 21    |
| 2008 | 3 | 3rd ~LOVE Escalation~                   | 10    |
| 2009 | 4 | 4 Akogare My STAR                       | 13    |
| 2010 | 5 | Shocking 5                              | 25    |
| 2011 | 6 | Chou WONDERFUL! 6                       | 20    |
| 2012 | 7 | Dai Nana Shou «Utsukushikutte Gomen ne» | 15    |

### Сборники
| Год  | Название                                         | Место |
| ---- | ------------------------------------------------ | ----- |
| 2009 | °C-ute Nan Desu! Zen Single Atsumechaimashita! 1 | 17    |
| 2012 | 2 Cute Shinseinaru Best Album                    | 12    |

### Видеоклипы
| №                 | Название                                                     | Офиц. видео на YouTube |
| ----------------- | ------------------------------------------------------------ | ---------------------- |
| Независимый лейбл |                                                              |                        |
| 1                 | «Massara Blue Jeans»                                         | смотреть               |
| 2                 | «Soku Dakishimete»                                           | смотреть               |
| 3                 | «Ooki na Ai de Motenashite»                                  | смотреть               |
| 4                 | «Wakkyanai (Z)» (Live Version)                               | смотреть               |
| Мэйджор-лейбл     |                                                              |                        |
| 1                 | «Sakura Chirari»                                             | смотреть               |
| 2                 | «Meguru Koi no Kisetsu»                                      | смотреть               |
| 3                 | «Tokaikko Junjou»                                            | смотреть               |
| 4                 | «LALALA Shiawase no Uta»                                     | смотреть               |
| —                 | «Koero! Rakuten Eagles» (°C-ute Ver.)                        | смотреть               |
| 5                 | «Namida no Iro»                                              | смотреть               |
| 6                 | «Edo no Temari Uta II»                                       | смотреть               |
| 7                 | «FOREVER LOVE»                                               | смотреть               |
| 8                 | «Bye Bye Bye!»                                               | смотреть               |
| 9                 | «Shochuu Omimai Moushiagemasu»                               | смотреть               |
| 10                | «EVERYDAY Zekkouchou»                                        | смотреть               |
| 11                | «SHOCK!»                                                     | смотреть               |
| —                 | «Shigatsu Sengen»                                            | смотреть               |
| 12                | «Campus Life: Umarete Kite Yokatta»                          | смотреть               |
| 13                | «Dance de Bakoon»                                            | смотреть               |
| 14                | «Aitai Lonely Christmas»                                     | смотреть               |
| 15                | «Kiss me Aishiteru»                                          | смотреть               |
| 16                | «Momoiro Sparkling»                                          | смотреть               |
| 17                | «Sekaiichi Happy na Onna no Ko»                              | смотреть               |
| —                 | «Amazuppai Haru ni Sakura Saku» (исп. Berryz Kobo × °C-ute)  | смотреть               |
| —                 | «Busu ni Naranai Tetsugaku» (исп. Hello! Project Mobekimasu) | смотреть               |
| —                 | «Yuke! Genki-kun» (исп. Май Хагивара)                        | смотреть               |
| 18                | «Kimi wa Jitensha Watashi wa Densha de Kitaku»               | смотреть               |
| —                 | «Chou HAPPY SONG» (исп. Berryz Kobo × °C-ute)                | смотреть               |
| 19                | «Aitai Aitai Aitai na»                                       | смотреть               |
| 20                | «Kono Machi»                                                 | смотреть               |
| 21                | «Crazy Kanzen na Otona»                                      | смотреть               |
| 22                | «Kanashiki Amefuri»                                          | смотреть               |
| 22                | «Adam to Eve no Dilemma»                                     | смотреть               |

## Награды

### Japan Record Awards
Japan Record Awards — крупнейшая церемония вручения премий, проводимая ежегодно Союзом композиторов Японии (яп. 日本作曲家協会).
| Год  | Номинированная работа  | Номинация        | Результат |
| ---- | ---------------------- | ---------------- | --------- |
| 2007 | «Tokaikko Junjou»      | New Artist Award | Победа    |
| 2007 | «Tokaikko Junjou»      | Best New Artist  | Победа    |
| 2008 | «Edo no Temari Uta II» | Gold Award       | Победа    |
| 2008 | «Edo no Temari Uta II» | Гран-при         | Номинация |